# Leonid Brejnev
Leonid Ilitch Brejnev, em russo Леони́д Ильи́ч Бре́жневⓘ, transl. Leonid Ilitch Brejnev, pron. Lyeaníd Ilítch Bryéjnyév (Kamianske, 19 de dezembro de 1906 — Moscou, 10 de novembro de 1982) foi um estadista soviético que esteve à frente da liderança da União Soviética entre 1964 e 1982. Chefiou o Partido Comunista, tendo presidido o Soviete Supremo de 1977 até a sua morte.
Teve sob seu comando o maior exército do mundo na época e um imenso arsenal nuclear, no período em que a URSS chegou ao seu ápice geopolítico. As principais conquistas políticas de Brejnev durante a sua liderança foram a retomada das relações diplomáticas soviéticas com diversos países, as iniciativas de cooperação, junto das potências ocidentais, pela paz mundial e a tentativa da criação de um bem-estar social em seu país. Também teve influente participação na expansão do socialismo a sua maior extensão, financiando revoluções armadas ao redor do globo. O ponto culminante na política de distensão, conhecida como détente ou razryadka, foi o tratado da Conferência de Helsinki de 1975, que determinava, de maneira categórica, as fronteiras europeias posteriores à Segunda Guerra Mundial.
Em termos políticos, a liderança de Brejnev perante a União Soviética representou o retorno do poder stalinista, tendo ele inclusive tentado uma má sucedida reabilitação do nome de Josef Stalin. Em termos culturais, deu fim às campanhas antirreligiosas iniciadas em 1958 e premiou o patriarca Pemeno I com a Ordem do Estandarte Vermelho, aumentando a liberdade religiosa na União Soviética, como forma de retomar e não degradar ainda mais a tradição cultural e religiosa da Rússia, em parte ameaçada pela política soviética.
Em 1972, foi-lhe atribuído o Prêmio Lênin da Paz. Por suas contribuições na Grande Guerra Patriótica, recebeu a mais alta condecoração cívica que um cidadão soviético podia receber, Herói da União Soviética. Morre de forma suspeita em 1982, provavelmente de overdose, estimulada por sua enfermeira, associada à polícia secreta, chefiada por Iuri Andropov, o presumido sucessor de Brejnev. Menos de dez anos após a sua morte, durante o governo de Mikhail Gorbatchov, uma crise tomaria conta da URSS, levando o país ao caos e posteriormente à desintegração. Por esse motivo, os anos Brejnev são muitas vezes lembrados como anos dourados.

## Biografia

### Inícios na política
Brejnev era filho de um metalúrgico russo. Apesar de sua ascendência russa, manteve fortes costumes ucranianos durante toda sua vida. Igual a outros jovens proletários dos tempos da Revolução Russa de 1917, realizou estudos técnicos em metalurgia. Em 1923, inscreveu-se na organização juvenil do Partido Comunista e em 1931 no próprio PCUS.
Em 1935-1936, realizou seu serviço militar obrigatório. Primeiro empregou-se em uma companhia de cavaleiros, e segue cursos relacionados com os carros de combate antes de passar a exercer o cargo de comissário político. Depois, passou a ser o diretor do colégio técnico de metalurgia de Dniprodzerzhinsk. Foi encaminhado bastante cedo ao centro regional de Dniepropetrovsk e em 1939 se converte em secretário do Partido, a cargo das importantes indústrias pesadas de Defesa. Brejnev pertenceu à primeira geração de soviéticos que não conheceram a época anterior à Revolução Russa e incluso demasiado jovem para participar de verdade nas lutas sobre a sucessão de Lênin como líder revolucionário em 1924. Na época em que Brejnev entra no partido, Josef Stalin já era o Secretário-Geral do Partido Comunista. Brejnev, como outros muitos jovens comunistas de sua época cresceu aceitando o stalinismo. Os que sobreviveram ao Grande Expurgo de 1937-1939 alcançaram rapidamente diversas promoções, já que a eliminação de muita gente deixava livres muitos postos nos níveis altos e médios do partido, do governo, do estado e das Forças Armadas.

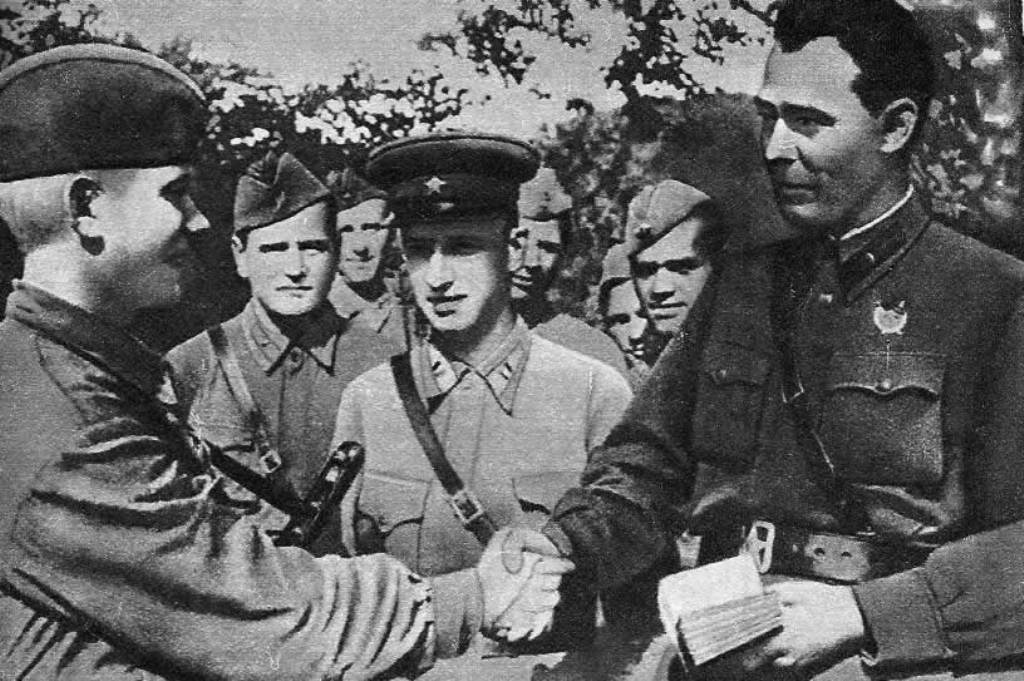
Brejnev em 1942, na Grande Guerra Patriótica

Em junho de 1941 a Alemanha nazi, que havia firmado um pacto de não-agressão com a União Soviética antes de se iniciar a Segunda Guerra Mundial, o rompeu e iniciou sua invasão. Assim como outros milhões de jovens, Brejnev é rapidamente chamado, em 22 de junho, e participa na evacuação das indústrias de Dniepropetrovsk. Tal como os membros de partido de nível médio, ingressa no Exército Vermelho como politruk, um comissário político. Em efeito, o Exército Vermelho seguia o princípio de duplo mando: todas as formações militares estavam às ordens de um militar profissional e de um comissário político. Esta organização não era do gosto dos militares. Em outubro, Brejnev se converte em delegado da administração política para a frente sul, com o cargo de Comissário de Brigada.
Em 1942, enquanto os alemães invadiam a Ucrânia, Brejnev foi destinado ao Cáucaso como delegado da administração. Em abril de 1943, se converteu em chefe de departamento político do XVIII Exército. Nesse mesmo ano esse exército ruma até a frente ucraniana para apoiar ao Exército Vermelho que acabava de tomar a iniciativa de dirigir-se ao oeste através da Ucrânia. O comandante daquela linha de frente era Nikita Khrushchov, que ironicamente passou a ser um importante aliado de Brejnev durante os conflitos. Ao fim da guerra, Brejnev ocupou o posto de comissário político da IV Frente Ucraniana que entrou em Praga, coincidentemente a mesma cidade que futuramente, já como líder da URSS, Brejnev autorizaria a invasão, em 1968.
Em agosto de 1946, deixou o Exército Vermelho com o grau de Comandante Geral. Desempenhou, durante toda a guerra, a função de comissário. Após participar nos projetos de reconstrução da Ucrânia, passa a ser o primeiro-secretário em Dniepropetrovsk. Em 1950, tornou-se delegado do Soviete Supremo, o parlamento da URSS. Nesse mesmo ano, foi nomeado primeiro-secretário do partido na Moldávia, território romeno que se incorporou à União Soviética pela primeira vez em 1940 e de modo definitivo em 1944. Em 1952, tornou-se membro do Comitê Central e apresentou-se como candidato para o Presidium do Comitê Central do PCUS, o politburô.

### Escalada durante a era Khrushchev

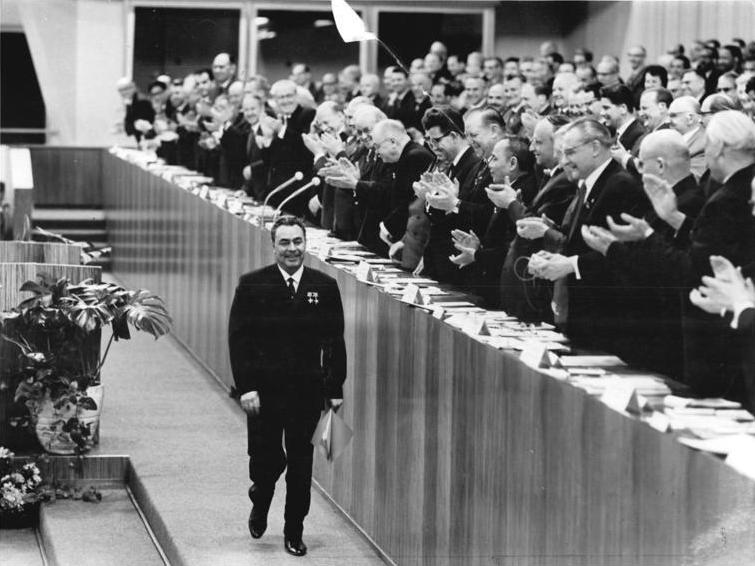
Brejnev, 18 de abril de 1967

Stálin morre em março de 1953 e a reorganização que segue elimina o Presidium do Comitê Central do partido para reconstruir um politburô mais reduzido. Apesar de não ser membro do politburô, Brejnev é nomeado chefe do diretório político do Exército e da Armada, com o grau de Tenente General, um posto de enorme importância. Esta promoção se deve provavelmente à imagem que Brejnev passou, durante a guerra, ao seu superior Khrushchev que agora sucedia a Stálin na chefia do Partido Comunista. Em 1955, é nomeado primeiro-secretário do Partido no Cazaquistão, um posto estratégico.
Em fevereiro de 1956, Brejnev foi requerido em Moscou para controlar a indústria de Defesa. Com o programa espacial, a indústria pesada é a mais importante do país. Desse momento adiante, passou a ser um personagem chave, e em junho de 1957, apoiou Khrushchov em sua luta contra a velha-guarda encabeçada por Viatcheslav Molotov, Gueórgui Malenkov e Lazar Kaganovitch pela direção do partido. A derrota da velha-guarda lhe abriu as portas do politburô. Em 1959, Brejnev tornou-se Segundo Secretário do Comitê Central, e em maio de 1960, obteve o cargo de Presidente do Presidium do Soviete Supremo, ou seja, de Chefe de Estado, cargo que lhe permitiu representar a URSS no exterior. Durante esse período, Brejnev passou a promover o seu cargo, que posteriormente se tornaria mais importante que a própria chefia do Partido Comunista.
Até 1962, aproximadamente, o posto de Khrushchev na liderança soviética permaneceu sólido, mas em vista da derrota na Crise dos mísseis, políticas demasiadas liberais e diversos comentários inoportunos, os membros do partido começam a se preocupar com o futuro do país. Para piorar, aumento das dificuldades econômicas da União Soviética aumentou a pressão. Aparentemente, Brejnev seguiu leal a Khrushchev, mas em 1963 se vê implicado em uma conspiração iniciada pelo armênio Anastas Mikoyan, cujo objetivo é depor Khrushchev. Neste ano, sucede a Frol Kozlov na liderança do Comitê Central, e passa a ser, por esse posto, o sucessor oficial de Khrushchev. Em 14 de outubro de 1964, aproveitando as férias de Khrushchev, os conspiradores executaram seu golpe de estado e o retiram do poder, instituindo um triunvirato, cuja versão soviética seria denominada troika. Brejnev tornou-se em chefe do PCUS, Alexey Kosygin  chefe de governo, e Mikoyan chefe de estado, sendo sucedido, quatro anos depois, por Nikolai Podgorny.

### Como líder soviético
Em um discurso comemorativo do XX Aniversário da Vitória sobre a Alemanha, em maio de 1965, Brejnev menciona pela primeira vez, desde 1953 e de maneira oficial, o nome de Stalin de modo positivo, contrariando o posicionamento de seu antecessor. Em abril de 1966, rebatizou a chefia do partido com o título de Secretário-Geral, o mesmo utilizado por Stalin. Ao mando de Iuri Andropov, a inteligência soviética, comandada pela KGB, recuperou quase todo o poder de que havia desfrutado na época de Stalin, ainda que não chegasse aos excessos da época.
Ao alcançar o poder, sua política, em especial a internacional, se baseou em uma atualização do marxismo, vindo a ser chamada de Doutrina de Brejnev, ou Teoria da Soberania Limitada. Declarou que a União Soviética era o Estado responsável pela manutenção do comunismo, e que por essa razão, teria direito de intervir, inclusive militarmente, em países socialistas que demonstrassem qualquer tipo de dissidência que pudesse abalar o movimento comunista internacional. Com essa doutrina, o Estado soviético pôde justificar as intervenções na Tchecoslováquia, em 1968, e no Afeganistão, em 1979, lembrando o precedente de 1956 na Hungria. Essa foi a primeira crise da era Brejnev, que iniciou-se em julho daquele ano, quando Brejnev criticou publicamente alguns dirigentes Tchecoslovacos, acusando-os de revisionistas e antissoviéticos, e em agosto, organizou a invasão do país pelas tropas do Pacto de Varsóvia e a substituição de Alexander Dubček. A invasão foi duramente criticada, inclusive por grupos socialistas.
No âmbito do mandato de Brejnev, que estabeleceu uma política de détente, com o objetivo de reparar as relações da URSS com os demais países do mundo, as relações com a República Popular da China, que vinham se deteriorando, tiveram um período de congelamento, o que permitiu a retomada de negociações econômicas e a tentativa de negociações políticas. Em 1965, o primeiro-ministro chinês Zhou Enlai visitou Moscou para prosseguir com essas negociações, mas o conflito não se resolveu, levando ao enfrentamento entre tropas soviéticas e chinesas em diversas regiões fronteiriças. Contudo, Brejnev seguiu apoiando o Vietnã do Norte na Guerra do Vietnã, ao lado dos chineses. Por outro lado, o avanço nas relações entre China e Estados Unidos no princípio de 1971 marcou uma nova fase nas relações internacionais. Para evitar a formação de uma aliança entre os Estados Unidos e a China, Brejnev então mudou o foco, e iniciou uma série de negociações com os norte-americanos. Em maio de 1972, o presidente americano Gerald Ford visitou Vladivostok, e os líderes firmaram o SALT I. Os acordos de paz de Paris, em janeiro de 1973, fazem com que se finalizasse oficialmente a guerra do Vietnã, o que elimina um importante obstáculo nas relações entre os soviéticos e os norte-americanos. Para alguns analistas internacionais, o interesse dos EUA em negociações políticas com a China era justamente incentivar os soviéticos a realizarem acordos de paz. Para os soviéticos, entretanto, os acordos pacíficos foram interessantes, já que poderiam diminuir os gastos com armamentos e investir na indústria, que vinha crescendo, e posteriormente administrar melhor o orçamento, que minguava com a crise petrolífera. Favoravelmente, a URSS de Brejnev obteve êxito na aproximação com a Iugoslávia de Tito, que havia abandonado o próprio Comintern, durante o governo de Stálin.

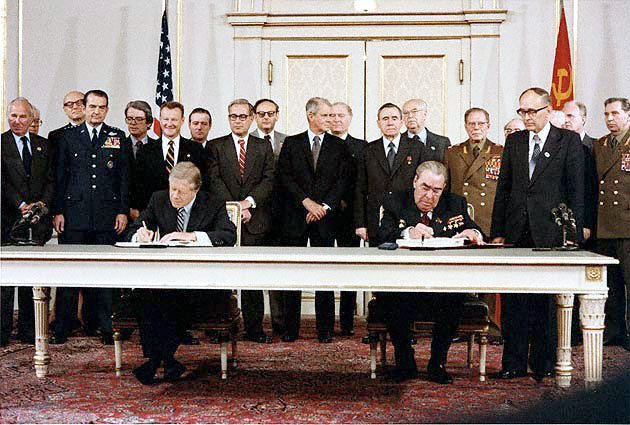
Leonid Brejnev assina o SALT II com Jimmy Carter em 18 de junho de 1979, Viena

O ponto culminante na política de distensão, conhecida como détente ou razryadka, foi o tratado da Conferência de Helsinki de 1975, que determinava, de maneira categórica, as fronteiras europeias posteriores à Segunda Guerra Mundial.
Durante os anos 1970, a União Soviética alcança o máximo de seu poder político e estratégico com o escândalo do Watergate, e por meio de Cuba pode intervir inclusive militarmente na África.[carece de fontes?] Pessoalmente, Brejnev consolida a sua posição interna. Em maio de 1976, é nomeado Marechal da União Soviética, e em junho de 1977, Podgorny se aposenta. Com isso, Brejnev unifica os cargos de chefe do partido e de Estado, tornando-se o líder supremo da URSS. Em 18 de junho de 1979 firma em Viena, junto ao Presidente Jimmy Carter, os acordos do SALT II, e de limitação de armas estratégicas norte-americanas e soviéticas.

## O governo Brejnev

Leonid Brejnev assina na Casa Branca o acordo de cooperação pacífica da energia atômica com Richard Nixon em 21 de junho de 1973

Foi o segundo mais duradouro mandato do partido: 18 anos, tempo só superado por Stálin, que governou por 31. Seu governo foi marcado por bloqueios a possíveis golpes e revoluções democráticas favoráveis ao capitalismo e aos interesses dos EUA que pudessem acontecer nos países socialistas que procuravam retroceder ao capitalismo. Brejnev não pode ser considerado um governante extremamente comunista, já que defendia os interesses de seu país e de um sistema político muito mais que a própria ideologia. Por outro lado, ele não era, de forma alguma, liberal, uma vez condenando e atuando de forma intensa pelo fracasso do liberalismo e do capitalismo mundial. Foi o último chefe que conseguiu manter a estabilidade do socialismo real, tendo Mikhail Gorbachev assistido à ruína do país que estava incumbido de governar. Como estadista, Brejnev raramente calculava suas estratégias, como a exemplo da invasão do Afeganistão e do desperdício dos ganhos durante a crise do petróleo. Ainda assim, foi em muito responsável por transformar o Exército soviético no maior do mundo e administrar, por quase vinte anos, um país que mal havia se recuperado da guerra e tinha de enfrentar, desprezando as dificuldades, uma outra superpotência, que por sua vez já se encontrava estruturada. Brejnev é considerado um dos mais importantes e influentes chefes soviéticos, o que o faz ser comparado à imagem de Stálin.
| “                      | Não devemos encobrir os erros, nem tampouco omitir os méritos. Portanto, respeitemos Stálin. | ” |
| — Leonid Brejnev, 1965 |                                                                                              |   |

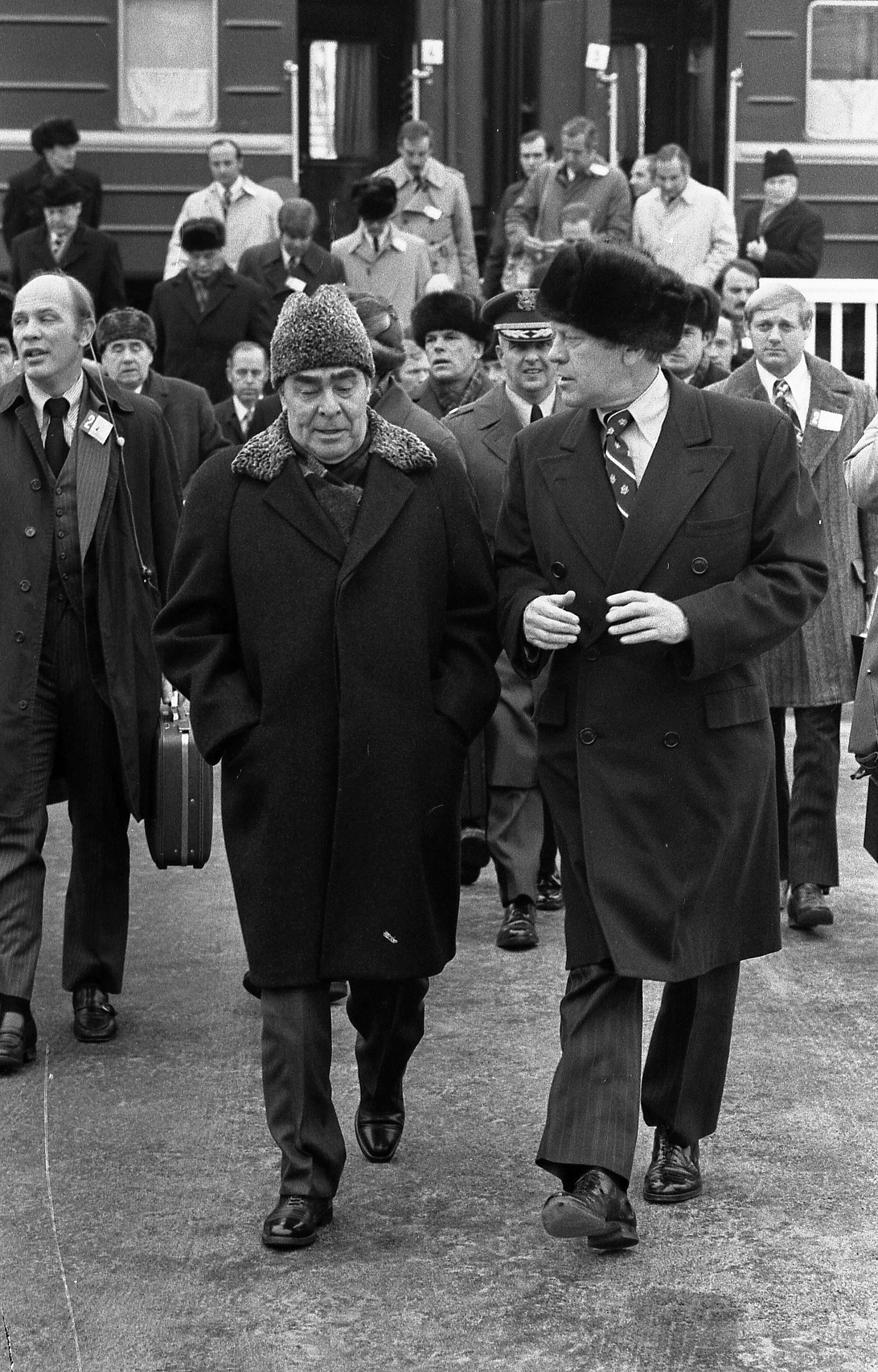
Presidente Gerald Ford chega a Vladivostok, URSS, 1974

Uma capacidade de Brejnev, reconhecida até mesmo pelos Estados Unidos foi a sua habilidade em promover uma imagem mais pacífica da União Soviética para o Ocidente, por meio de seu carisma e política internacional, aproximando seu país dos países ocidentais, diferentemente de Khrushchov, cuja ambição em se aproximar demais dos EUA acabou o tornando suspeito, tanto por parte de soviéticos quanto pelos americanos. Após 25 anos da morte de Brejnev, muitos dos russos consideravam a sua época como "boa", com um alto grau de bem-estar, de acordo com enquetes. Economicamente, embora seu governo seja recorrentemente relacionado à estagnação, houve uma elevação no nível econômico das massas, com apenas 2,5% do povo fora da classe média, enquanto somente 1,5% da população encontrava-se abaixo do nível de pobreza.
Durante a gestão de Brejnev, junto à nova Constituição, o hino soviético ganhou uma nova letra, em 1977. A antiga letra do hino, que foi composto durante a guerra, fazia citações ao conflito e, portanto tornou-se defasado, passados mais de trinta anos desde o final da guerra. Com isso, foi instituída uma nova letra para o hino, que desta vez fazia referências à paz e a um futuro de união e prosperidade, bandeiras defendidas pela propaganda política de Brejnev. O hino seria abolido em 1991, com o fim da URSS, e recuperado em 2000, pelo presidente Vladimir Putin.

### Relações com Reagan e Thatcher
De 1979 até sua morte, travou uma batalha suja com duas das maiores figuras conservadoras e anticomunistas da época, Margaret Thatcher e Ronald Reagan, quando, cometendo uma gafe, rebaixou publicamente Thatcher e depois, em outra situação, difamou a Ronald Reagan e sua esposa Nancy, durante baterias de piadas e chacotas sobre a União Soviética lançadas por Reagan.
Em 1979 durante uma assembleia aberta com chefes de governo na ONU, ofendeu Margaret Thatcher e sua política, quando esta o acusou, afirmando que até mesmo a família real e todo o povo britânico deveria sentir vergonha de tal representante.
Em uma conversa discreta e informal com Konstantin Chernenko, Brejnev acabou deixando vazar ofensas e chulidades à primeira-ministra, logo após esta dizer durante o congresso que a política de paz de Brejnev era um mero disfarce e que a União Soviética era uma ameaça aos direitos humanos, referindo-se à Guerra do Afeganistão. Após a gafe, ele mudou o tom do discurso e afirmou que a política imperialista e de colonização feria os direitos humanos por pura natureza, acusando o governo inglês de colonizador e arcaico. O discurso final de Brejnev atraiu a atenção de muitos socialistas e humoristas ingleses e foi por muitos anos usado para criticar o regime de Thatcher.
Em 1981, logo na chegada de Ronald Reagan ao poder, Brejnev chegou a ser desafiado por piadas que criticavam o regime comunista, segundo Brejnev, "piadas infames de um presidente infame". Até a morte de Brejnev, os dois líderes trocaram ofensas, que envolviam inclusive, a esposa de Reagan. A idade avançada dos dois presidentes também era motivo de chacotas dos dois lados.

### A Doutrina Brejnev
A Doutrina Brejnev, chamada também de Teoria da Soberania Limitada, ou simplesmente brejnevismo, foi um conjunto de teses e teorias geopolíticas criado por Leonid Ilitch Brejnev, diante do novo quadro internacional que se encontrava a União Soviética. Consistia basicamente na defesa do direito da URSS de intervir em países cujo governo socialista estivesse sendo ameaçado por forças vinculadas ao liberalismo ou ao fascismo, por fatores externos ou internos.
| “ | A União Soviética age em nome da paz na Terra. | ” |

A doutrina foi posta em prática pela primeira vez em 1968, durante as manifestações populares na Tchecoslováquia, durante a chamada "Primavera de Praga". Na prática, a doutrina limitou a independência de partidos comunistas em todo o mundo, não permitiu a saída de qualquer estado do Pacto de Varsóvia, estabelecendo o monopólio político do Partido Comunista.

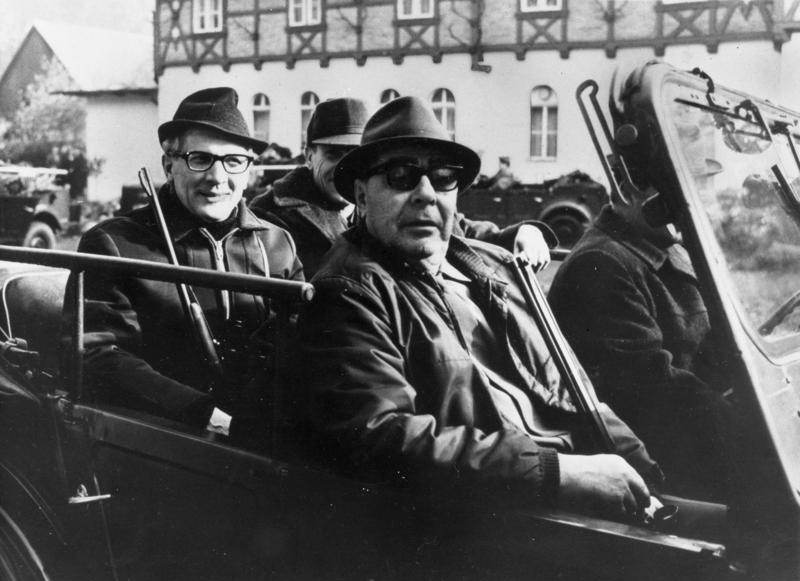
Brejnev e Honecker, 1971

Esta doutrina, apesar de invocar a paz, incentivou diversas guerras em nome da hegemonia soviética, entre elas se encontram as bem sucedidas revoluções socialistas em Angola, Moçambique, Etiópia e Nicarágua, a invasão do Afeganistão a pedido do então governo socialista, a Guerra do Vietnã, o apoio à Indira Gandhi na Guerra do Paquistão, contra os Estados Unidos e China, e outros golpes fracassados em demais localidades, como Belize, Guatemala, Congo e Benim.
Também aumentou os vínculos com a França, até então muito desgastados. Com isso, iniciou um enorme e sem precedentes processo de distensão, que levou a União Soviética ao ápice democrático, a uma condição democrática jamais vista, com significativas negociações com os países socialistas, como a China e Iugoslávia, considerados grandes feitos, uma vez que durante o governo de Khrushchov, a China distanciou-se severamente da URSS, enquanto a Iugoslávia, ainda no governo de Stálin, abandonara o eixo soviético. Brejnev seguiu adotando lemas pacifistas, invocando a preservação da vida e a colaboração pacífica entre países capitalistas e socialistas. Na prática, não deixavam de se estender pelo globo as invasões, guerras e revoluções em nome de uma ou outra ideologia.

### Crises do regime

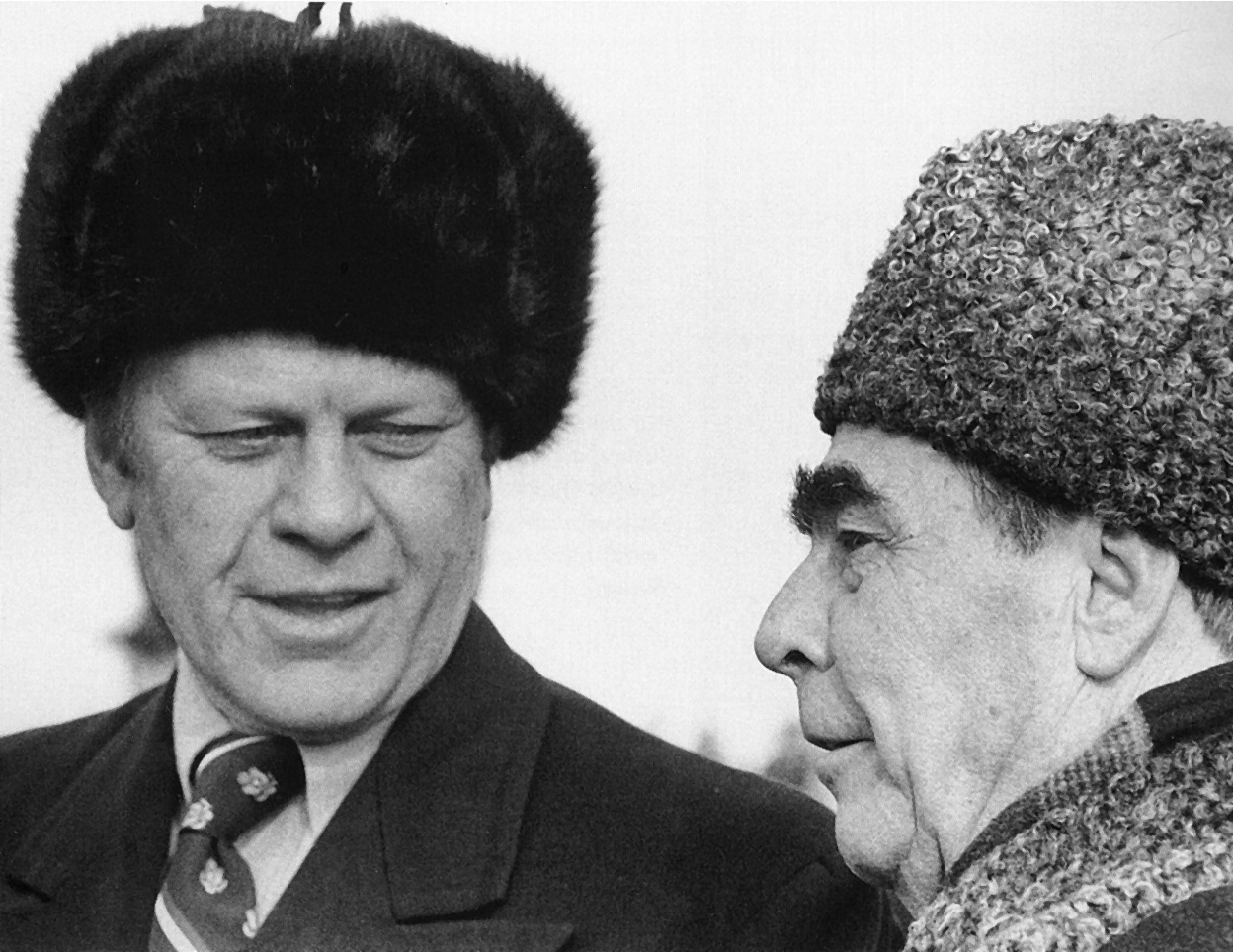
Leonid Brejnev e Gerald Ford, 1974

No final do mandato de Brejnev, a União Soviética, que naturalmente dependia de sua economia para se manter, acabou enfrentando a desaceleração econômica e posteriores dificuldades devido a dois fatores. O primeiro foi a demora da agricultura, que embora obtivesse resultados significativos, vinham se tornando cada vez mais medíocres, chegando ao extremo de forçar a importação de trigo. Este trigo só poderia provir de países ocidentais, que dispunham assim de uma eficaz ferramenta de pressão sobre a URSS. Por sorte, a crise encerrou-se graças ao isolamento internacional da Argentina e sua ditadura de direita, o que permitiu aos soviéticos obter dela grandes quantidades de trigo a preço de mercado e sem perturbações políticas. Já o segundo obstáculo, muito mais grave, era a impossibilidade de se modernizar uma economia estatal em um mundo em que as condições sociais dos trabalhadores estavam sempre por detrás dos resultados econômicos, ou seja, com a economia em crise, os trabalhadores em geral se desmotivavam, o que comprometia ainda mais a economia, que por sua vez desmotivaria cada vez mais o trabalhador, em um círculo vicioso.
| “ | Lênin Viveu, Lênin Vive, Lênin Viverá | ” |

## Atentado
Em 22 de janeiro de 1969, Leonid Brejnev sofre um atentado, por parte de um dissidente da União Soviética. Brejnev estava presente em uma carreata em homenagem aos quatro cosmonautas dos programas Soyuz 4 e Soyuz 5, quando Viktor Ilyin, partidário da Revolução Tcheca de 1968, atirou em seu automóvel. O motorista morreu na mesma hora, e os tiros atingiram alguns dos cosmonautas, sem causar graves problemas. Brejnev, justamente, saiu ileso. Ilyin havia roubado duas pistolas Makarov durante seu serviço militar e um uniforme de polícia pertencente a seu irmão. Vestido como policial, Ilyin teve acesso a uma plateia que aguardava no Kremlin, sob o portão de Borovitsky, onde era esperada a carreata, que deveria conduzir os cosmonautas para uma cerimônia de honra. Os membros da tripulação Soyuz: Vladimir Shatalov, Boris Volynov, Yevgeny Khrunov, e Aleksei Yeliseyev, esperavam o conversível que os levaria para a cerimônia. Eis que os automóveis passam pelo portão, Ilyin saca as armas em suas duas mãos, e ignorando a presença dos cosmonautas, abre fogo no segundo carro que passava, que na realidade deveria conduzir apenas Brejnev. Sem que Ilyin soubesse, a limusine modelo Zil estava ainda conduzindo ilustres astronautas: Alexei Leonov, o primeiro humano a realizar uma caminhada espacial, Valentina Tereshkova, a primeira cosmonauta da história e a primeira mulher a ir ao espaço, Georgi Beregovoi, que foi ao espaço em outubro de 1968, na missão Soyuz 3, e Andrian Nikolayev, o terceiro soviético no espaço. Ilyin disparou sobre a limusine quatorze vezes, matando o motorista, Ilya Zharkov. Em seguida, o assassino foi atropelado por uma motocicleta conduzida por um guarda, sem que mais nenhum dos presentes sofresse graves ferimentos. Mesmo após o incidente, a cerimônia pôde ser concluída, ainda que com atrasos.
Ilyin passou por um longo interrogatório com o então chefe do KGB, Iuri Andropov. Foi considerado insano e enviado para o Hospital Psiquiátrico de Kazan, onde foi mantido em confinamento até 1988, quando foi solto e mudou-se para São Petersburgo. Até hoje, a limusine com os tiros é conservada em um museu. Após o colapso da União Soviética, Alexei Leonov, que na hora do ocorrido estava junto de Brejnev no automóvel, revelou as palavras do líder após o incidente: Essas balas não eram para você, Alexei, eram para mim. Por isso, peço desculpas.

## Últimos anos
Uma das últimas ações de importância de Brejnev foi deixar uma herança negativa aos seus sucessores, a invasão do Afeganistão em 1979, enquanto o país era atacado por islamistas radicais. Esta intervenção deteriorou bruscamente a distensão. Brejnev participou e promoveu os jogos da Olimpíada de 1980, em que houve muitos boicotes da parte ocidental, alegando o que havia acontecido no Afeganistão no ano anterior ao evento. Brejnev, pessoalmente, passou a se interessar mais pelas questões internacionais, e já no fim de seu mandato, não se interessava pelos problemas internos como antes, deixando-os a seus subordinados. Entre eles, o responsável pela agricultura era Mikhail Gorbatchov, que estava convencido de que era necessária uma reforma em profundidade. Sem a necessidade de que se organizasse algum tipo de conspiração, esta opinião se generalizava, ao mesmo tempo em que se deteriorava a saúde de Brejnev.

### Morte e legado
| “ | O nome de Leonid Ilitch Brejnev - grandioso progressor da grande causa de Lênin, e fervoroso defensor da paz e do comunismo, para sempre viverá no coração do povo soviético e de toda a humanidade progressista. | ” |

Três dias antes de sua morte, Brejnev participou da parada militar em comemoração ao jubileu de 65 anos da Revolução Russa, e foi aplaudido fervorosamente. Estava claramente abatido, ainda que tenha comentado com o marechal Dmitri Ustinov que passava bem, tendo suportado duas horas de comemorações públicas.
A enfermeira de Brejnev, membro do KGB, e a esposa, foram as únicas que visitaram o presidente em seus últimos dias. Um médico também visitava periodicamente o presidente e lhe determinava os medicamentos corretos, repassando-os para a enfermeira. Nos últimos meses, entretanto, isso não vinha acontecendo, e a própria enfermeira passou a selecionar os medicamentos.
A polícia soviética, chefiada por Iuri Andropov, sucessor presumido de Brejnev, preferiu não divulgar a investigação, ocultando a morte do líder por algumas horas, e portanto não se sabe com detalhes o que ocorreu na noite da morte. O que foi revelado é que Brejnev, que dormia sozinho em sua dacha federal, recebeu quantidades excessivas de medicamentos por parte da enfermeira, que não consultou os médicos. Na autópsia, foi identificada a fortíssima droga Nembutal, o que acabou envenenando e causando uma overdose no então líder soviético. Amanhecendo, seu corpo foi encontrado ainda quente pelos guardas, às 8h30 da manhã. Provavelmente, teria sofrido silenciosamente, ou enquanto dormia, um derrame ou ataque cardíaco na madrugada do dia 9 de novembro para o dia 10 de novembro.
Houve rumores sobre uma possível conspiração dos médicos, tal como Stalin, onde em um ambiente de saúde frágil, médicos contrários ao regime se aproveitam das habilidades para atentados de longo ou curto prazo contra o líder, tais como remédios falsos, nocivos ou simplesmente a situação entre paciente e médico. Por razão dos fortes argumentos, a enfermeira passou por vários interrogatórios, porém os rumores não foram confirmados pelo governo soviético, que na verdade, nada confirmou oficialmente, sequer a causa da morte.
O corpo foi levado para um hospital, mas já era tarde demais, não obtiveram sucesso em retomar a vida de Brejnev.
Na manhã de 11 de novembro, às onze horas, Igor Kirillov, conhecido âncora do telejornal, que havia anos era responsável por comunicar as notícias relativas ao presidente, anunciava a morte para o público, enquanto um anúncio por rádio elogiava e lembrava a distensão promovida pelo líder soviético, mas sem revelar as causas da morte.
Foi homenageado por um dos maiores e mais impressionantes funerais da história, e um luto de quatro dias foi anunciado. O atraso deveu-se a uma tentativa do governo de não relacionar a data da revolução fundadora do estado soviético com a morte de um de seus líderes.
Delegações de diversos países estiveram presentes no funeral. Entre elas, estavam as cabeças de todos os estados socialistas europeus e Cuba, o presidente do Presidium da Grã Popular Hural da Mongólia, Iumjaagiin Tsedenbal, o presidente de Zimbábue, Canaan Sodino, o presidente do Comitê Executivo da OLP, Yasser Arafat, o presidente do Conselho Revolucionário do Afeganistão Babrak Karmal, o Secretário Geral do Partido Comunista do Chile, Luis Corvalán, o secretário-geral do Partido Comunista francês Georges Marchais, o primeiro-ministro grego Andreas Papandreou, o presidente do Chipre Spyros Kyprianou, o presidente da Finlândia Mauno Koivisto, o primeiro-ministro sueco Olof Palme, o presidente paquistanês Muhammad Zia-ul-Haq, a primeira-ministra indiana Indira Gandhi, o secretário de Estado dos Estados Unidos, George P. Shultz, o vice-presidente George H. W. Bush, o príncipe dinamarquês Henrik, o Secretário Geral da ONU Pérez de Cuéllar, a representante pessoal do Papa João Paulo II, Marina Bettolo, e muitos outros, um funeral para definir um cenário que não mudou desde a morte de Stalin.
Entre 12 e 14 de novembro, o Salão das Colunas, na Câmara dos Sindicatos, local onde os corpos de Lênin e Stálin foram expostos para honra pública, recebeu o corpo de Leonid Brejnev. Os trabalhadores tiveram acesso à despedida. Em 15 de novembro, dia do funeral, as escolas e universidades pararam as aulas, trabalhadores prestaram homenagens em seus locais de trabalho e a cerimônia foi televisionada por todas as televisões locais. Após vários minutos de despedida ao som da melodia de luto, o caixão foi levado para fora da sala, e instalado num tanque de guerra. Atrás do caixão andaram estadistas, dirigentes, os parentes e os membros do público. À frente da procissão, centenas de coroas de flores e um retrato de Brejnev, carregado por soldados. Mais para trás, membros da Câmara dos Sindicatos, do Comitê Central, do Soviete Supremo da União Soviética, do Conselho de Ministros da União Soviética, das repúblicas soviéticas, dos territórios e regiões, dos organismos de partido soviéticos e não-governamentais, de trabalhos coletivos  do país, além das delegações estrangeiras. O cortejo fúnebre parou em frente ao Mausoléu de Lenin, onde no topo, Iuri Andropov, Anatoli Alexandrov, Dmitri Ustinov e um operário elogiavam emocionadamente Brejnev. Após o discurso, os líderes desceram do pódio e caminharam até o pedestal, junto ao caixão. A procissão rapidamente chegou à Necrópole da muralha do Kremlin. Às 12 horas e 40 minutos, as atividades no país inteiro foram paralisadas para que os trabalhadores prestassem respeito. Todos os membros do politburo usavam uma fita vermelha no braço esquerdo, em sinal de luto. Devido ao grande número de medalhas que Brejnev possuía, foram necessários quase duzentos oficiais para levar cada condecoração, em uma pequena almofada de cetim durante a procissão.
O serviço memorial foi realizado em todo o país. Centenas de milhares de pessoas, em cada cidade, vila, em cada fábrica, em todas as escolas, pararam neste dia. Para o estado, a solenidade foi importante: a ampla participação de uma esmagadora massa de admiradores de Brejnev foi uma forma de de superar e retocar as crises na sociedade.
Após a cerimônia, as tropas do Exército Vermelho, carregando estandartes vermelhos com fitas negras, marcharam sob uma marcha de despedida, diante de seu retrato, representando as últimas saudações ao até então Comandante Supremo das Forças Armadas da União Soviética, mesmas saudações prestadas havia uma semana antes, na última aparição em público do líder.
A cerimônia encerrou-se com a passagem das delegações estrangeiras diante do retrato de Brejnev, propositadamente colocado no caminho que levava à reunião com o então recém-empossado presidente, Iuri Andropov.
Depois da morte de Brejnev, a cidade das proximidades do rio Volga, Naberezhnyye Chelny, recebeu o nome de Brejnev em sua homenagem, mas em menos de dez anos, o nome original voltou a ser utilizado.
| “ | O comunista não só vive nobremente, mas também morre com dignidade | ” |

### Repercussão da Morte
A morte de Brejnev repercutiu em todo mundo. Muitos jornais estrangeiros lançaram notas noticiando a morte do líder soviético.
As rádios anunciavam o comunicado oficial, que veio depois de 27 horas de sua morte. O comunicado oficial da morte veio das lideranças do Kremlin, endereçado ao Partido Comunista e ao povo soviético, lido no rádio e na televisão. No momento do anúncio, não havia indicação sobre qualquer substituto de Brejnev. Konstantin Chernenko, Iúri Andropov, Mikhail Gorbachev e Viktor Grishin eram os mais fortes candidatos. O presidente americano Ronald Reagan foi acordado entre três e meia e quatro horas da madrugada, recebendo a notícia pelo porta-voz da segurança nacional. O governo americano recebeu a notícia da morte de Brejnev pouco antes dos noticiários televisivos americanos, da revista Time e dos jornais Los Angeles Times e Anchorage Daily News. No dia 11 de novembro, a manchete da revista era:
| “ | Leonid Ilitch Brejnev: o homem que durante 18 anos guiou com mão de ferro o maior país do mundo ao status de superpotência militar está morto. | ” |

Os chefes soviéticos prometeram prosseguir com a política diplomática de Brejnev, com o desarmamento e a distensão. Em Moscou, tudo parecia normal, e os trabalhadores permaneciam junto aos rádios para ouvir solenemente, às onze horas da manhã, o anúncio:
| “ | O comitê central do Partido Comunista da União Soviética, o Soviete Supremo da União Soviética e o Conselho de Ministros da URSS, com profunda tristeza, informa ao partido, assim como ao povo soviético, que em 10 de novembro do ano de 1982, às 8h 30 min, morreu repentinamente o Secretário-geral do Comitê Central do PCUS e Presidente do Presidium do Soviete Supremo da URSS, Leonid Ilitch BREJNEV. O nome de Leonid Ilitch Brejnev - grandioso progressor da grande causa de Lênin, e fervoroso defensor da paz e do comunismo, para sempre viverá no coração do povo soviético e de toda a humanidade progressista. | ” |

O chefe do Comitê Central, Iuri Andropov, foi cotado para chefiar o comitê do funeral. O primeiro anúncio não revelou a causa da morte. Brejnev, pouco antes de completar 76 anos, foi visto publicamente pela última vez na celebração dos 65 anos da Revolução Russa, em 7 de novembro, na Praça vermelha, e em uma recepção diplomática, mais tarde. Encontrava-se estático e calado, o que não era de costume, sobre a tribuna do Kremlin. Em certo momento, o marechal Dmitri Ustinov bateu levemente em seu ombro e perguntou se ele estava se sentindo bem, ao que Brejnev assentiu e respondeu positivamente. Ele havia sofrido uma série de padecimentos cardiorrespiratórios e mandibulares desde meados da década de 1970, e havia rumores de que o líder soviético estava muito doente, mas ele próprio desmentia todas as afirmações.

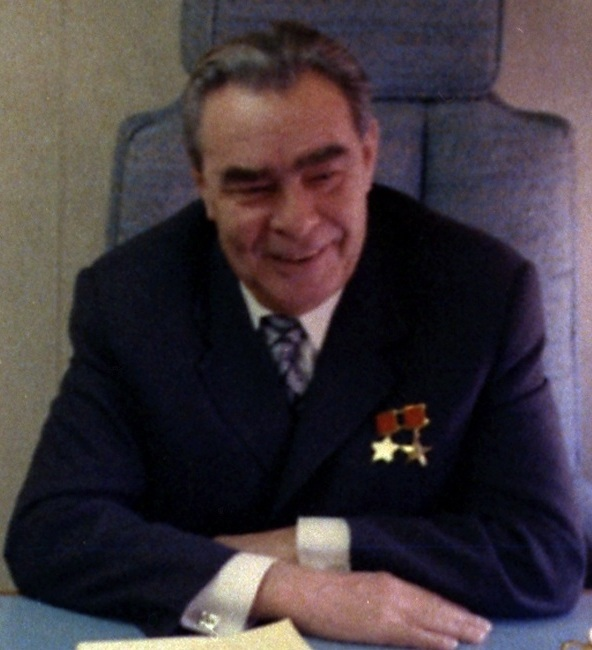
Leonid Brejnev em 1973

Em Washington, o presidente Reagan expressou pesar, e afirmou que torcia por um novo governo, produtivo e otimista, como havia sido o do falecido presidente. A Casa Branca informou que o presidente Reagan gostaria de manter fortes e sérias relações com o Kremlin, e que uma grande delegação deveria estar presente no memorial, mas os nomes dos dignitários não foram divulgados.
"Como líder soviético por quase duas décadas, o presidente Brejnev foi uma das mais importantes figuras em todo o mundo", afirmou a Casa Branca. "O presidente Brejnev progrediu bastante nas relações Estados Unidos-União Soviética durante seu mandato, construindo um produtivo e otimista governo".
A morte de Brejnev ocorreu poucos dias antes de um encontro do Comitê Central, previsto para 15 de novembro, que anunciaria a aposentadoria de Andrei Kirilenko, um veterano do politburo. Kirilenko, de 76 anos, estava doente após uma série de ataques cardíacos.
Brejnev havia sofrido um ataque cardíaco havia menos de um ano, e chegou-se a noticiar a sua morte. Porém, o presidente sobreviveu, e no ano seguinte, quando Brejnev morreu de fato, as autoridades soviéticas preferiram aguardar e ter mais informações antes de qualquer anúncio. Por essa razão e devido às circunstâncias da morte, as notícias chegaram apenas no dia seguinte.
O primeiro indício de morte de um veterano do partido chegou quando trabalhadores da mídia estatal em Moscou foram ordenados a cancelar a exibição de um concerto em comemoração ao dia da polícia soviética. O famoso concerto anual foi substituído por um filme patriótico.
Poucas horas antes do anúncio oficial, o jornal Pravda publicou um documento oficial sem a assinatura de Brejnev, o que foi considerado um descuido do governo, que deixou vestígios de que o chefe da nação não estava, ao menos, presente. Não era possível inferir, contudo, que ele estava morto.
Durante a gestão de Brejnev, os Estados Unidos viveram cinco trocas de presidente: Lyndon B. Johnson, Richard Nixon, Gerald Ford, Jimmy Carter e Reagan, períodos em que a URSS ganhou e perdeu no jogo diplomático Oeste-Leste durante a distensão.
Em Pequim, a agência oficial de notícias Notícias da Nova China informou a morte sem comentários. O informe chinês foi feito dezoito minutos após o informe oficial pelos soviéticos.
Em Varsóvia, o porta-voz polonês disse que a morte de Brejnev foi "uma grande perda para a nação polonesa", pois ele foi "um grande amigo da Polônia e entendia nossos problemas".
Em Camberra, o primeiro-ministro Malcolm Fraser declarou:
| “ | Em nome da nação australiana, estendo as condolências ao povo da União Soviética e à família do falecido presidente, o governo australiano espera sinceramente que, para o bem de todas as pessoas, os novos líderes em Moscou sinceramente sigam o caminho da paz que o falecido presidente Brejnev sempre invocava como a política de seu país, assim, haverá enormes benefícios para toda a humanidade se a paz vier com o novo presidente. | ” |

O líder da oposição australiana disse que espera que a morte do presidente não seja seguida por aumento de incertezas e imprevisibilidades nos assuntos internacionais, especialmente nas relações entre Leste e Oeste, e que prossigam-se os planos pelo controle de armas estratégicas.
Um membro do atualmente extinto Partido Comunista da Austrália disse que o partido "espera que a sociedade soviética evolua num sentido democrático após a morte do presidente Brejnev."
No Afeganistão, um porta-voz disse que seus compatriotas receberam a notícia da morte do presidente Brejnev com um grande prazer.
| “ | Todos os afegãos corretos estão felizes e muito contentes com a morte de Brejnev, e esperamos que o novo líder soviético ache uma solução para o problema do Afeganistão, mas nós entendemos que o Politburo continuará a cultuar e fazer a política de Brejnev. | ” |

Em Nova Deli, a primeira-ministra da Índia, Indira Gandhi, enviou uma mensagem de solidariedade para o Kremlin, dizendo que o mundo perdeu um arquiteto da paz e um amigo valorizado pelo povo da Índia. Ela ainda disse que a vida do presidente Brejnev era uma mistura de dedicação inexplicável, tenacidade e realização.
Em Tóquio, o porta-voz do governo do Japão disse que a morte de Brejnev foi lamentável para as relações de amizade entre o Japão e a União Soviética.
Em Frankfurt, o nervosismo tomou conta dos mercados após o anúncio da morte do chefe soviético. O dólar e o preço do ouro subiram rapidamente. Minutos depois do anúncio oficial, o dólar atingiu seu nível mais alto, em quase sete anos. Especuladores financeiros imaginavam a possibilidade de que as relações entre EUA e URSS entrassem em um período incerto depois da morte do presidente soviético, que foi o principal fator de pressão da elevação do preço do dólar e do ouro. Mas o pânico inicial diminuiu e o dólar caiu, fazendo com que os investidores tivessem lucros rápidos e esperassem a nova figura no Kremlin.

## Família

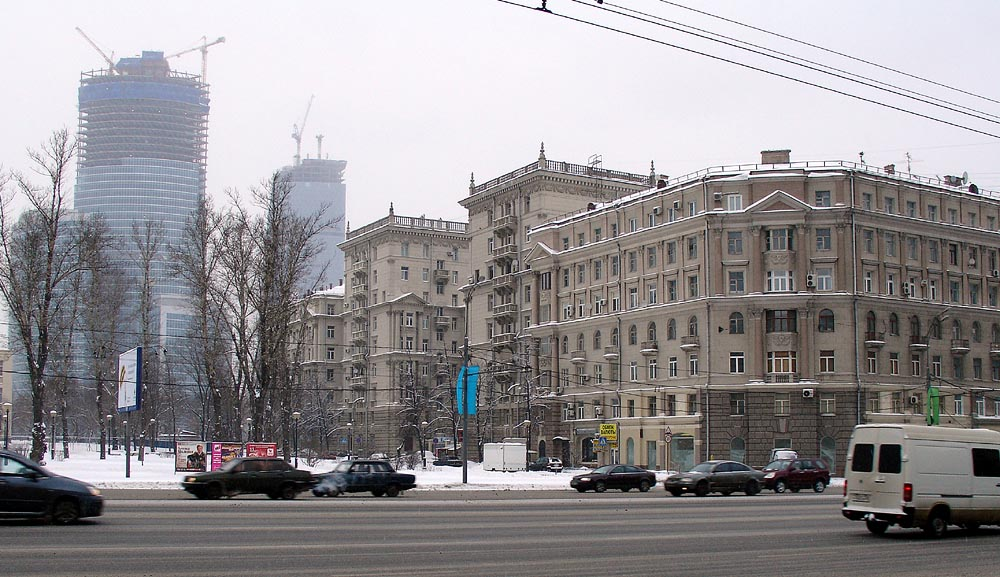
Conjunto de apartamentos onde vivia a família Brejnev.

A família de Brejnev tornou-se um malogro para o líder soviético, que mesmo após a morte vê seu nome de família envolvido em situações constrangedoras e ilícitas. Brejnev casou-se com Viktoria Petrovna (1912-1995), e com ela teve dois filhos, Galina e Iuri. A família vivia na conhecida Avenida Kutuzovski, em Moscou, e passava as férias na dacha federal em Zavidovo.
Quando alcançou posições destacadas no partido, Brejnev abandonou sua família para se dedicar à vida política, o que desagradou a esposa e desestabilizou o casamento. A família não se entendia, e Viktoria era uma figura somente simbólica na vida do chefe soviético, mesmo que dificilmente Brejnev fosse visto com a esposa. Em seus anos finais, Brejnev passava boa parte do tempo na dacha, que tornou-se um refúgio para se distanciar dos problemas familiares e da esposa, sem que se causassem grandes distúrbios na sociedade, tanto que o líder tenha passado suas últimas horas e achado morto nesta mesma casa de campo. Por sua proximidade com o poder e sem saber lidar com as situações, a filha Galina muitas vezes utilizava o poder para o próprio bem, sujando o nome da família. Por essa razão, Brejnev perde a confiança na própria filha e afasta radicalmente Galina da proximidade do poder, o que sacrificou as relações entre o pai e a filha.

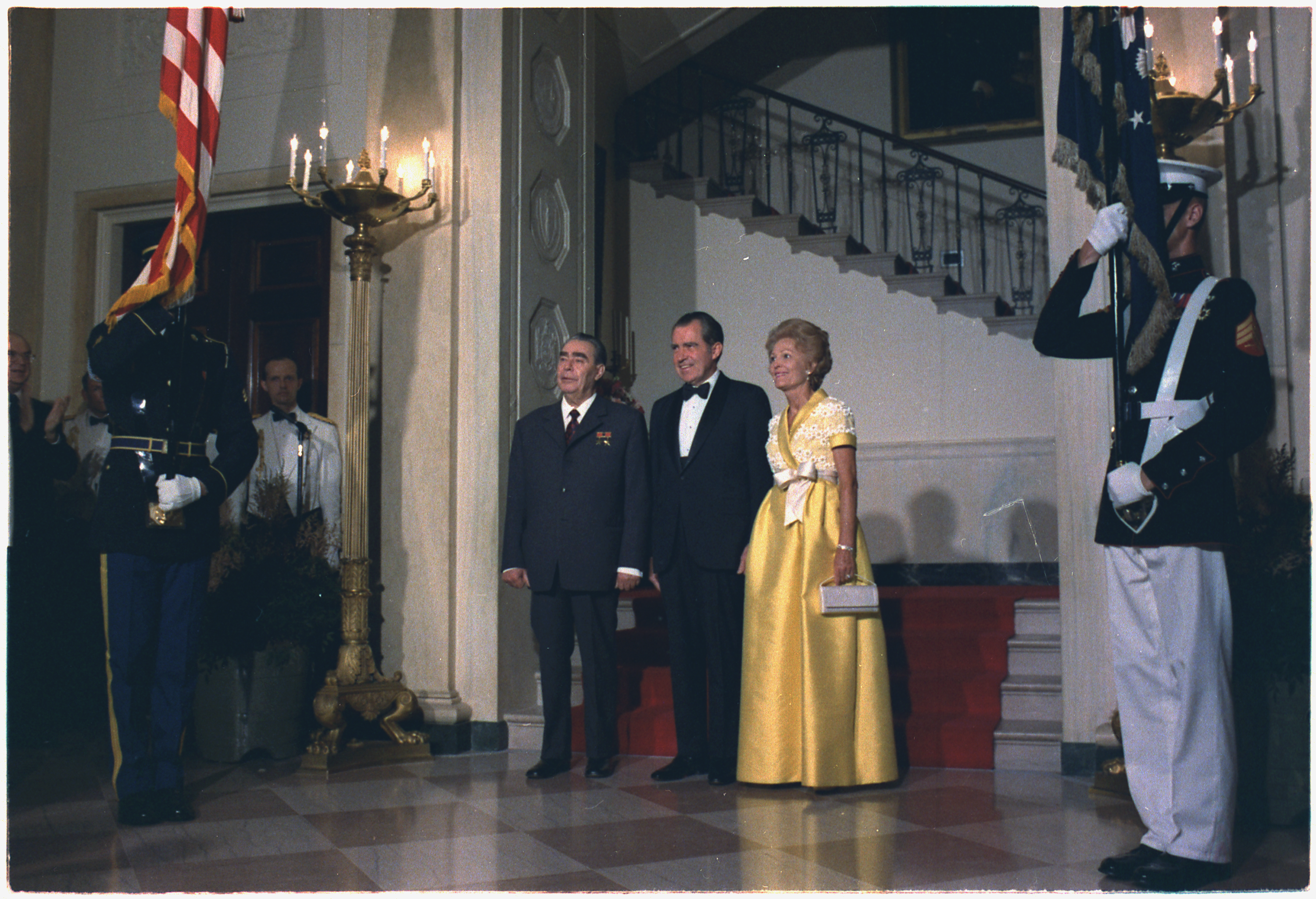
Brejnev encontra-se com Richard e Pat Nixon, sem a presença da esposa.

Galina torna-se um infortúnio para as autoridades soviéticas: o vício pelo poder e a tristeza pelo distanciamento do pai fazem Galina se infiltrar no mundo da criminalidade e se envolver em escândalos surpreendentes dentro da sociedade soviética, como contrabandos, prostituição e embriaguez, relacionando-se com excêntricos artistas anticomunistas, como Igor Kio e Māris Liepa, e participando de atividades clandestinas e subversivas contra o governo do próprio pai.
O filho, Iuri, um orgulho para seu pai, que diferentemente da irmã encontrava-se como uma figura completamente retraída e livre de escândalos, foi descoberto e denunciado por desvios de dinheiro e corrupção, e teve seus bens confiscados durante o governo de Konstantin Chernenko, um aliado e amigo próximo de Brejnev. Viktoria passa os anos seguintes da morte do marido simplesmente abandonada, sofrendo de diabetes e praticamente cega, até morrer em 1995. Galina é vista publicamente pela última vez durante o funeral de seu pai, onde recusa-se a abraçar o então presidente Iúri Andropov, e continua com seus escândalos. Mais tarde, é internada pelo último marido e morre esquecida em um hospital psiquiátrico em uma cidade próxima a Moscou. Após a prisão, Iuri torna-se alcoólatra e é abandonado pelos filhos. Andrei Brejnev, filho de Iuri, logo após a desintegração soviética, criticou o Partido Comunista da Federação Russa.
O túmulo de Leonid Brejnev se localiza na mais prestigiada localização da Rússia, aos pés da grande muralha do Kremlin. Em 2005, a televisão russa lançou uma série chamada ''Brezhnev'', uma biografia sobre os últimos meses de Brejnev, que relata em detalhes o distanciamento do líder soviético de sua família e a aproximação de seus assessores, combinados com as memórias dos tempos de guerra e juventude.

## Elogios e críticas

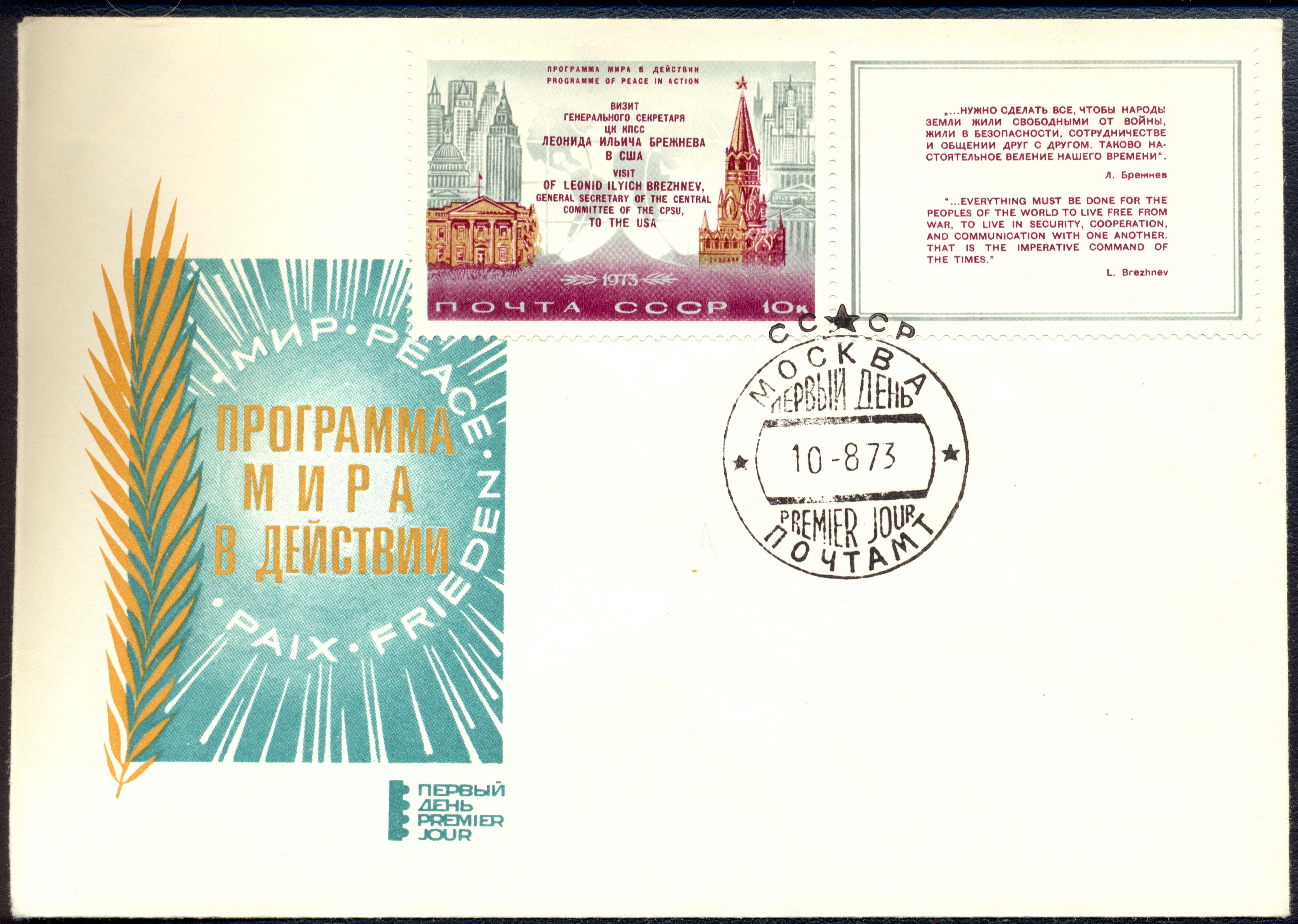
Tudo deve ser feito para que o povo de nosso planeta viva livre da guerra, para viver com segurança, cooperativismo, e comunicação de amigo com amigo, este é o comando imperativo de nossos tempos

Brejnev foi reverenciado, inclusive por adversários das potências rivais, por tirar da União Soviética a face de vilã da Guerra Fria, e dar ao mundo um sinal de paz, ainda que mínimo, por meio de atitudes consideradas pacifistas para o cargo que ocupava, como a proibição de armas estratégicas e as políticas de distensão e cooperação. Também elevou o padrão social de seu povo, por meio de políticas públicas que iam de acordo com o ideal socialista. Entretanto, foi muito criticado, principalmente pelo Ocidente, pela estagnação na economia soviética que se deu durante o seu governo, assim como por ter exigido que os países socialistas da Europa se subordinassem à vontade de Moscou.
Muitos consideram que sua gestão foi uma etapa para a renovação que a economia soviética necessitava e um tempo de estabilidade política, mas também consideram que seus últimos anos foram de declínio, sem que fossem tomadas novas atitudes e que o líder, mesmo idoso, continuasse no poder.

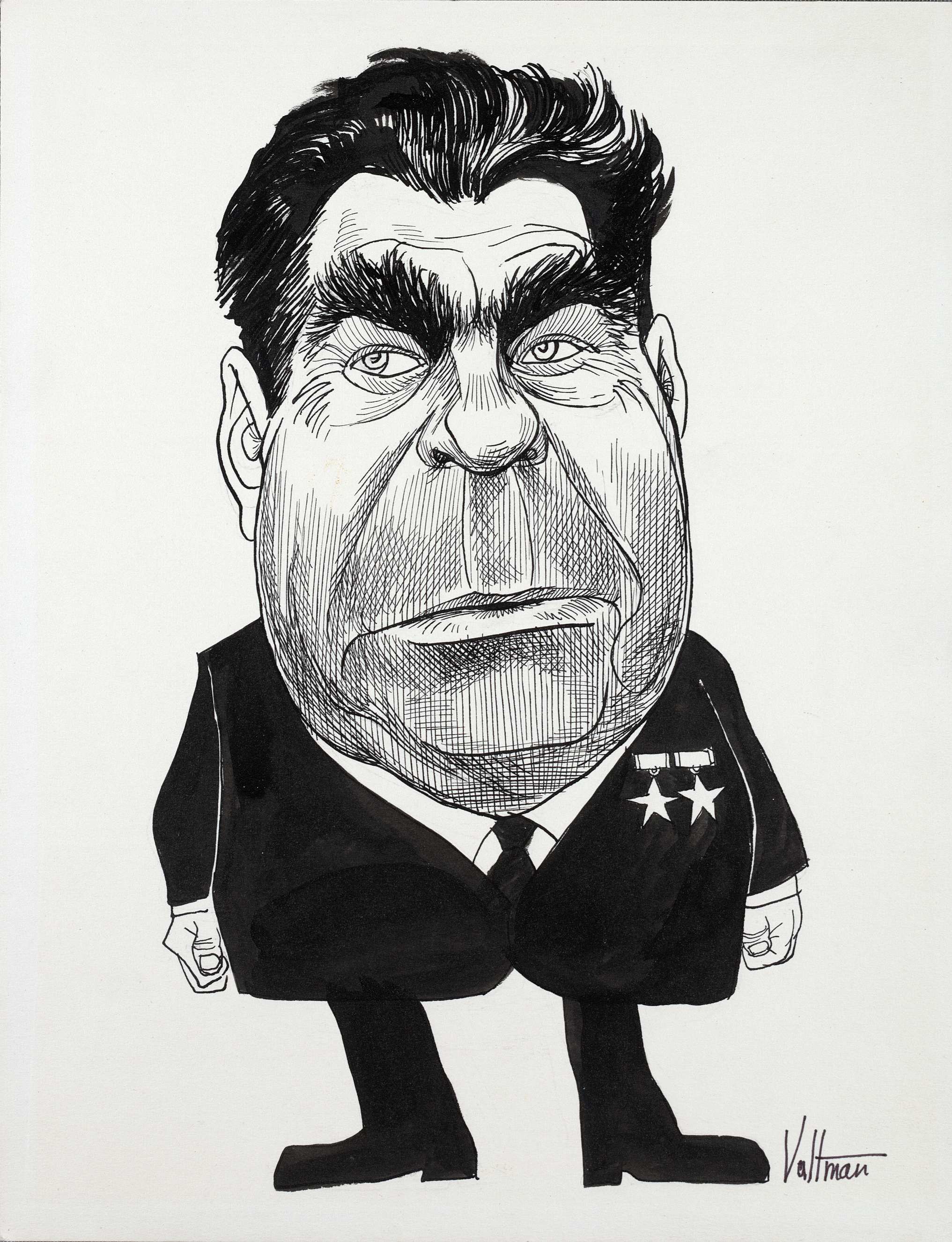
Caricatura de Brejnev, por Edmund Valtman.

O nome de Brejnev esteve e está envolvido em numerosas anedotas contadas pelo povo russo, desde as características de desatento e confuso do antigo líder até o fato de terem noticiado sua morte sem que ele tenha morrido, o que o fez ser chamado de morto-vivo e ter vindo de volta do mundo dos mortos, incluindo adaptações de diversas outras anedotas. Após sua morte, as anedotas se cessaram gradualmente.
Foi acusado de ter autorizado e instruído assassinos soviéticos a promoverem o atentado ao papa João Paulo II em 1981, porém escreveu uma carta pessoal ao líder católico, desculpando-se por não ter participado da visita da delegação soviética ao Vaticano, por motivos de saúde, ocorrida naquele mesmo ano. O nome de Brejnev também se destacou fortemente após um vazamento de documentos, nos quais Brejnev autorizava o envolvimento e planejamento do serviço secreto soviético na execução do cruel ditador nicaraguense Anastasio Somoza Debayle.

## Centenário
Em 2006, comemorou-se seu centenário.
O Partido Comunista da Federação Russa providenciou todas as honras. Um grande número de pessoas visitou o túmulo na Necrópole do Kremlin e deixaram flores. Gennadi Ziuganov, o secretário-geral do partido, discursou e deixou uma grande coroa de flores no túmulo que contém uma estátua do líder.
No centésimo aniversário de seu nascimento, os russos lembraram do regime conhecido por seus grandes feitos, obtidos com "punhos de aço", somado a uma dose de nostalgia. Gennadi Ziuganov, o atual líder do Partido Comunista da Federação Russa, disse que "Durante seus anos à frente do país, Leonid Brejnev realizou coisas concretas que perduram até hoje: a produção industrial quase triplicou e o padrão de vida dobrou". Alexei Ponamarev, um residente de Moscou relatou que "mesmo que as pessoas os chamem de "tempo da estagnação", na realidade, estes anos foram uma época de renascimento." De fato, depois da destruição causada pela II Guerra Mundial, a Rússia tinha chegado ao fundo do poço.

Os primeiros anos de Brejnev fizeram com que a URSS sentisse melhorias, embora em termos de padrões de vida do país ainda ficasse um pouco atrás de outros países industrializados. O 19 de dezembro, centenário de Brejnev, levou a uma série de exposições, filmes e documentários de televisão que tinha como foco o mesmo tema: a nostalgia e vontade de recuperar a época em que o mundo tratava o Kremlin com grande respeito. Os russos lembram do passado, das melhores habitações e bens de consumo disponíveis, em troca das propagandas comunistas e de discursos intermináveis. Um período de estabilidade política e econômica, conhecida pelos russos comuns como "estagnação". Acima de seu túmulo, recordando Brejnev, Vladimir Musaeliam, fotógrafo pessoal do estadista por 18 anos, relatou a amizade e o caráter humano do presidente:
Meu trabalho não era apenas tirar foto, éramos amigos, um pequeno número de imagens são muito sinceras e mostram o lado humano do líder. Uma imagem inédita mostra Brejnev imóvel e atento em uma caça, e em outra, ele está bebendo champanhe alegremente com Fidel Castro na parte traseira de uma lancha. Viajou muito por todo o país, a cada 20 ou 30 dias, e eu estava cansado depois de tudo isso, mas fiquei impressionado em ver como ele tinha vitalidade para fazê-lo. Ele normalmente levava apenas oito minutos para comer. No começo eu chegava a passar um pouco de fome por não conseguir terminar meu lanche a tempo, até que eu também aprendi a comer rapidamente. Foram bons tempos, mas hoje, a Rússia é atormentada pela alta criminalidade, corrupção e abuso policial, todos os quais estão fora de controle e constantemente crescendo. Estes fatores, mais do que tudo, são o combustível para a nostalgia daquela época chamada de estagnação. Vladimir Musaeliam

## Fatos interessantes
- Existem rumores de que a estranha dicção de Brejnev era causada por um ferimento no maxilar durante a Grande Guerra Patriótica, mas muitos dizem que Brejnev voltou da guerra sem ferimento algum.
- Brejnev gostava de jogar Dominó.
- Em 1977, foi lançado o filme "Soldados da Liberdade", que contava a história da Grande Guerra Patriótica, e incluía personalidades da guerra, como Gueorgui Jukov, Josip Broz Tito e Andrei Grechko, mas boa parte do filme foi protagonizada por Brejnev, interpretado por E.E. Matveiev.
- Brejnev zombou certa vez pedindo para que fosse enterrado de bruços, pois assim, poderia 'beijar o Diabo'.
- Após a sua morte e a de Dmitri Ustinov, seu ministro da defesa cuja imagem esteve sempre ligada a seu governo, foi fundada em Ijevsk uma linha de ônibus Brejnev-Ustinov.
- Brejnev torcia pelo Spartak, importante time de esportes russo, e comparecia muitas vezes nos jogos do CSKA, um dos principais rivais.
- Brejnev era o cidadão com maior número de "medalhas honoríficas" soviéticas, entre elas, detinha as mais valiosas, como de Herói da União Soviética, o Prêmio Lênin da Paz, e a Ordem de Lenin.
- Em 9 de fevereiro de 1961, em uma visita oficial à República da Guiné, Brejnev se encontrava em uma aeronave IL-18, eis que sobrevoando o norte da Argélia, a uma altura de 8 250 metros, um caça francês, pensando que se tratava de algum perigo em plena Guerra Fria, abriu fogo sobre a aeronave soviética, e mais tarde sobre seu curso, os pilotos rapidamente se esquivaram e foram embora do local, onde mais tarde ficaram sabendo do mal-entendido acidente.
- Em uma viagem aos Estados Unidos, foi recebido com cartazes como: "Welcome, Brezhnev", e se despediu do país falando inglês; em uma ida para a Bulgária, dançou uma dança típica do país; em Cuba, cartazes de boas-vindas e bandeiras também o receberam; na França, encorajou o partido comunista a nomear uma importante avenida com o nome de Rue Lenine, e dentro de seu país, ficou lembrado por visitar fazendas, fábricas, escolas e hospitais e encontrar-se com os cidadãos soviéticos.
- Em seu governo, pela primeira vez após a Segunda Guerra Mundial, as bandeiras soviética e americana foram desfiladas lado a lado.
- Em 2005, foi lançada uma série televisiva sobre a vida de Brejnev, chamada Brezhnev.

## Considerações
Da época czarista a Vladimir Putin, os anos de Leonid Brejnev e dos seus dois sucessores à frente do Partido Comunista da URSS foram aqueles em que os russos afirmam ter vivido melhor, segundo uma sondagem divulgada pelo «Nezavissimaia Gazeta». À questão «em que época os russos viviam melhor?», 54,9 por cento das pessoas interrogadas respondeu «o período de estagnação», os anos em que a URSS foi dirigida sucessivamente por Leonid Brejnev, Konstantin Tchernenko e Iuri Andropov. As penúrias crónicas, a impossibilidade de viajar para o estrangeiro, a falta de liberdade, as perseguições a dissidentes e a guerra no Afeganistão, que simbolizam este período para o Ocidente, não deixaram a mesma lembrança nas cerca de duas mil pessoas interrogadas em toda a Rússia.
A maioria dos russos considera a Era Brejnev (1964-1982) «tempos de bem-estar», segundo uma sondagem divulgada Pela Fundação Opinião Pública da Rússia. 61% dos inquéritos fizeram uma avaliação positiva daquela época e apenas 17% a recordam como «negativa». E entre pessoas com idades entre 36 e 54 anos, a avaliação positiva sobe para 75%. Mesmo entre os jovens russos (até aos 35 anos), 35 por cento dão uma nota positiva a esse período do regime comunista, enquanto 20% o consideram negativo. Quanto ao papel desempenhado pelo antigo 50% consideram-no positivo, enquanto 16% têm opinião contrária. Contudo, 42% respondem negativamente à pergunta: «Gostaria de fazer regressar o país ao período histórico em que ele foi dirigido por Brejnev, com todos os aspectos e particularidades distintivas da vida desse período?», e 36% mostraram-se dispostos a entrar na «máquina do tempo». Segundo este estudo, a maioria dos saudosistas da «época de Brejnev» vive na província russa. O centenário do nascimento de Leonid Brejnev, que se assinalou a 19 de Novembro de 2006 na Ucrânia (onde nasceu) e na Rússia (onde governou), foi destacado pela publicação de numerosos artigos e filmes documentários sobre a vida e a obra desse dirigente comunista. Por um lado, sublinha-se que, nessa época, a URSS atingiu o auge do seu poderio a nível global, conseguiu a paridade militar com os Estados Unidos, e a supremacia no desbravamento do Espaço. Por outro lado, chama-se a atenção para o facto de Brejnev não ter sabido utilizar esses fatores, bem como as divisas ganhas com a exportação de petróleo soviético nos anos 1970 do século XX, para dar um grande salto na modernização da economia e indústria soviéticas. «Os tempos de Brejnev foram a idade do ouro, senão de toda a história russa, pelo menos do seu período soviético» - considera Vitali Tretiakov, redator principal do semanário Moskovskie Novosti. Tretiakov assinala, no entanto, que «ele não foi capaz de fazer avançar bruscamente o país ou de fazer uma manobra civilizacional e ideológica brusca, nem de voltar para trás».

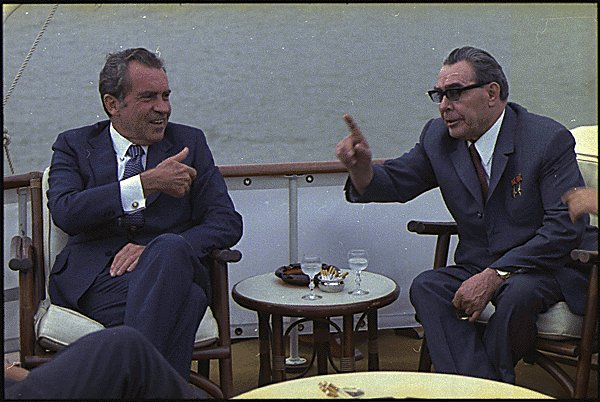
Leonid Brejnev e Richard Nixon discutem a bordo do USS Sequoia em 1973.
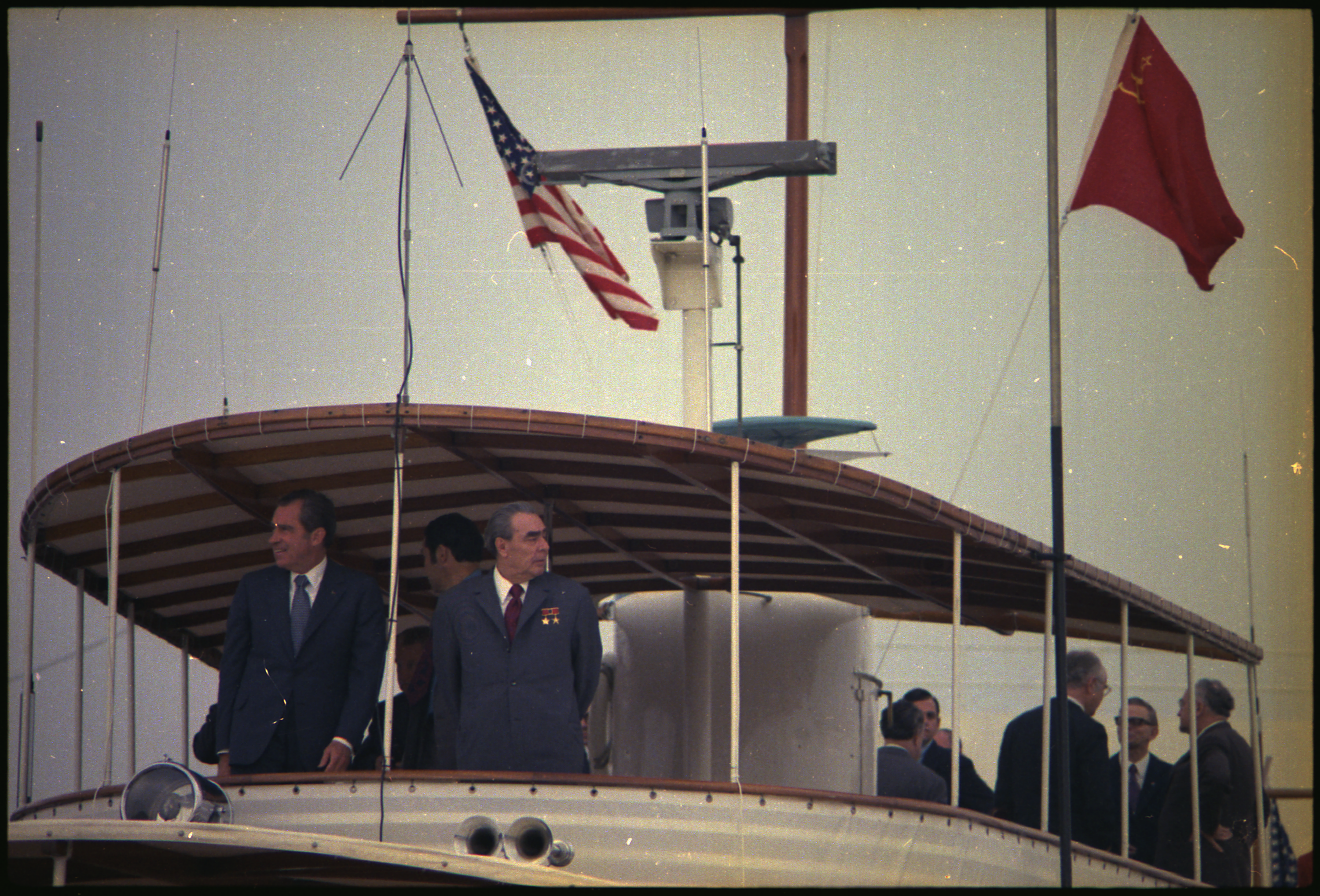
Leonid Brejnev e Richard Nixon na proa do iate Sequoia.
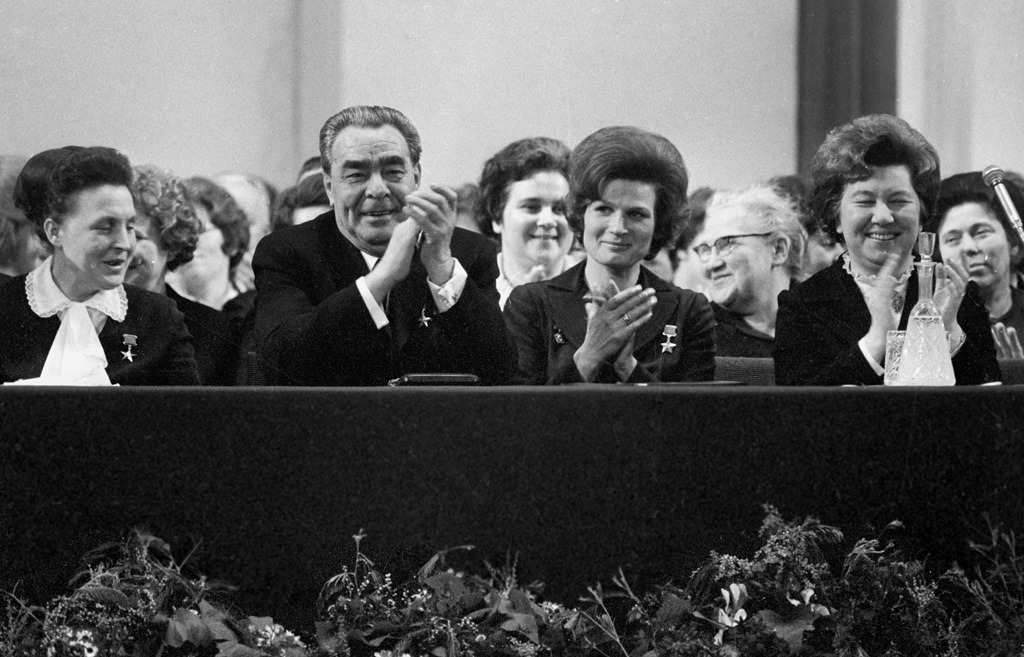
Leonid Brejnev no Teatro Bolshoi, em comemoração ao Dia Internacional das Mulheres.
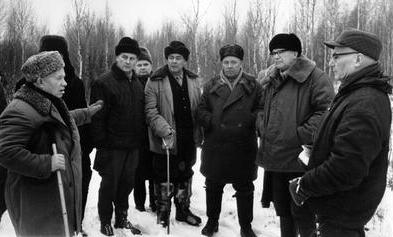
Leonid Brejnev com Nikita Khrushchev e Urho Kekkonen.
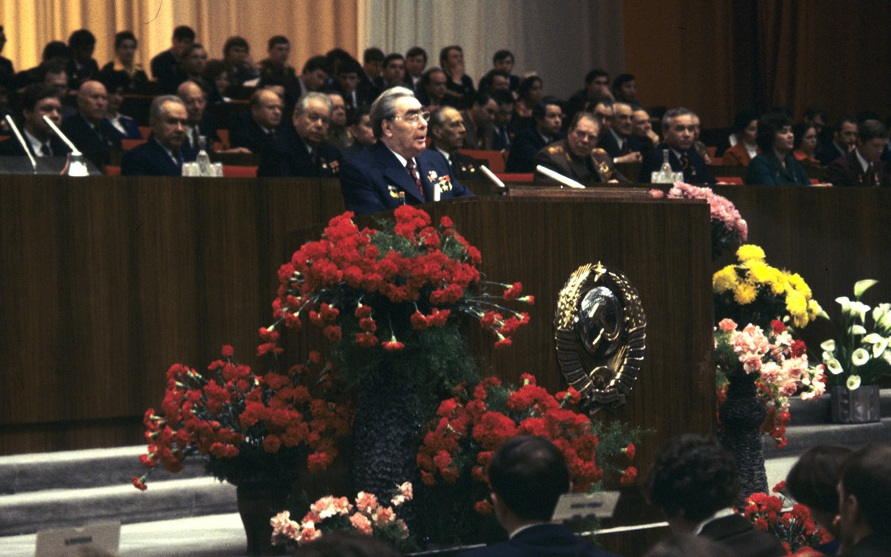
Leonid Brejnev discursa na tribuna do Soviete Supremo da URSS em 1978.
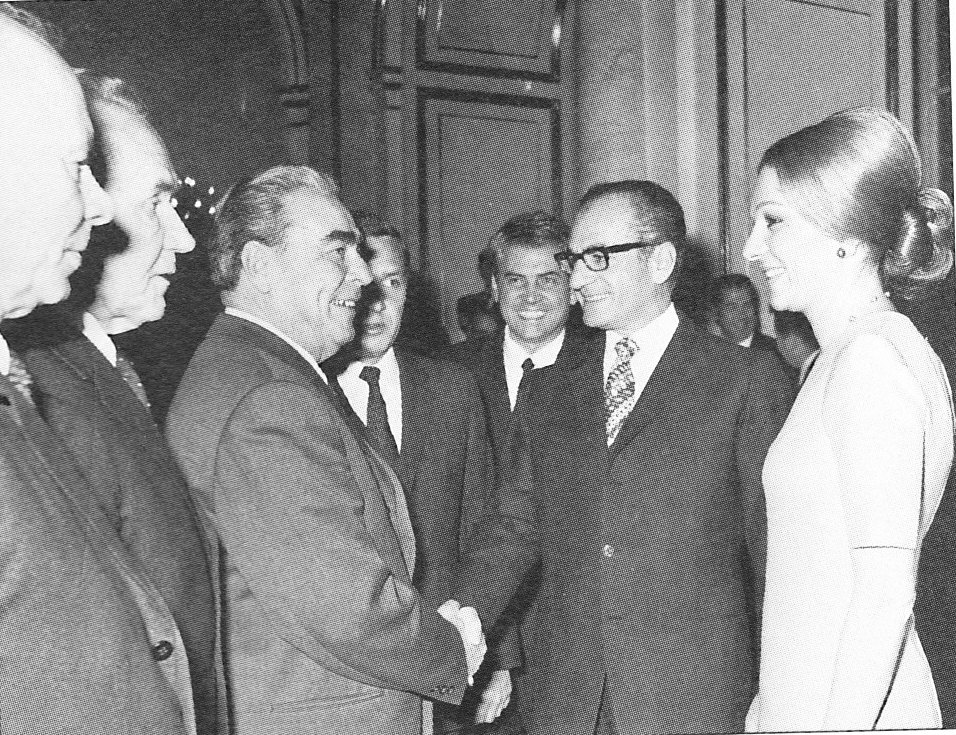
Leonid Brejnev em encontro com o último xá do Irã, Mohammad Reza Pahlavi, em 1970.
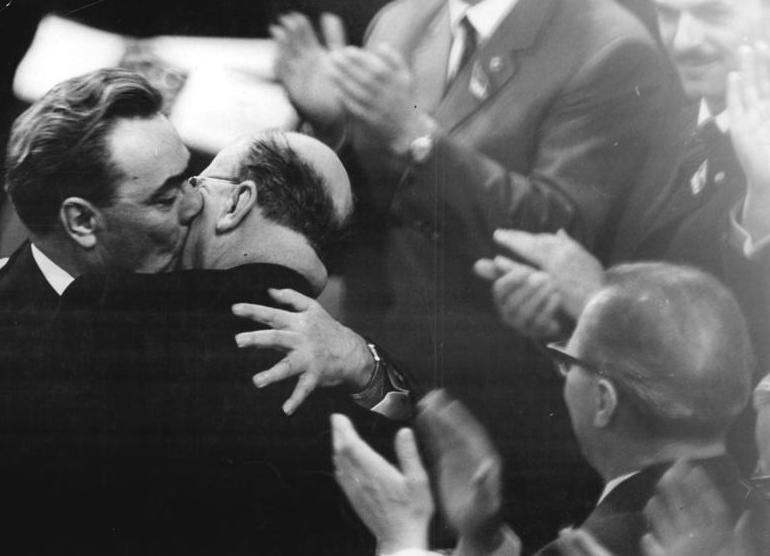
Leonid Brejnev beija o presidente da Alemanha Oriental, Walter Ulbricht.
Leonid Brejnev em encontro informal com Richard Nixon.
Leonid Brejnev é recebido na Casa Branca.
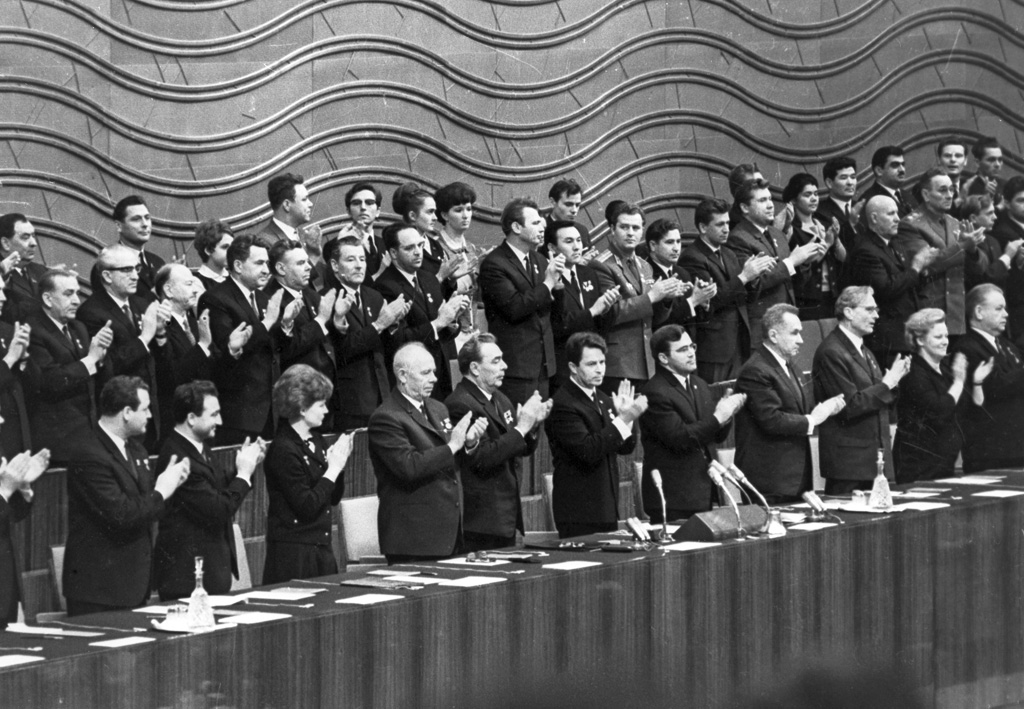
Leonid Brejnev em comemoração dos 50 anos do Komsomol.
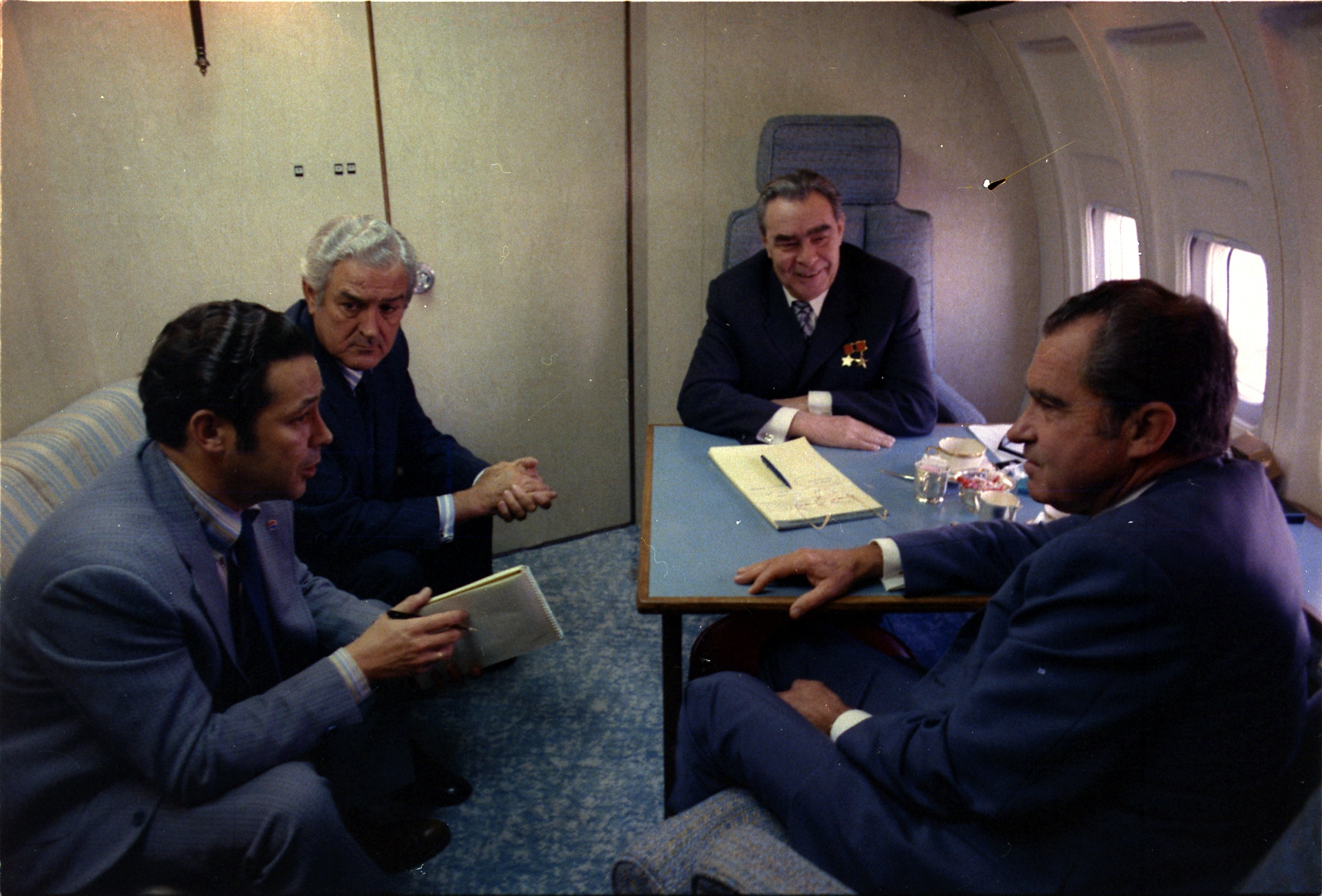
Leonid Brejnev e Richard Nixon em viagem à Califórnia.
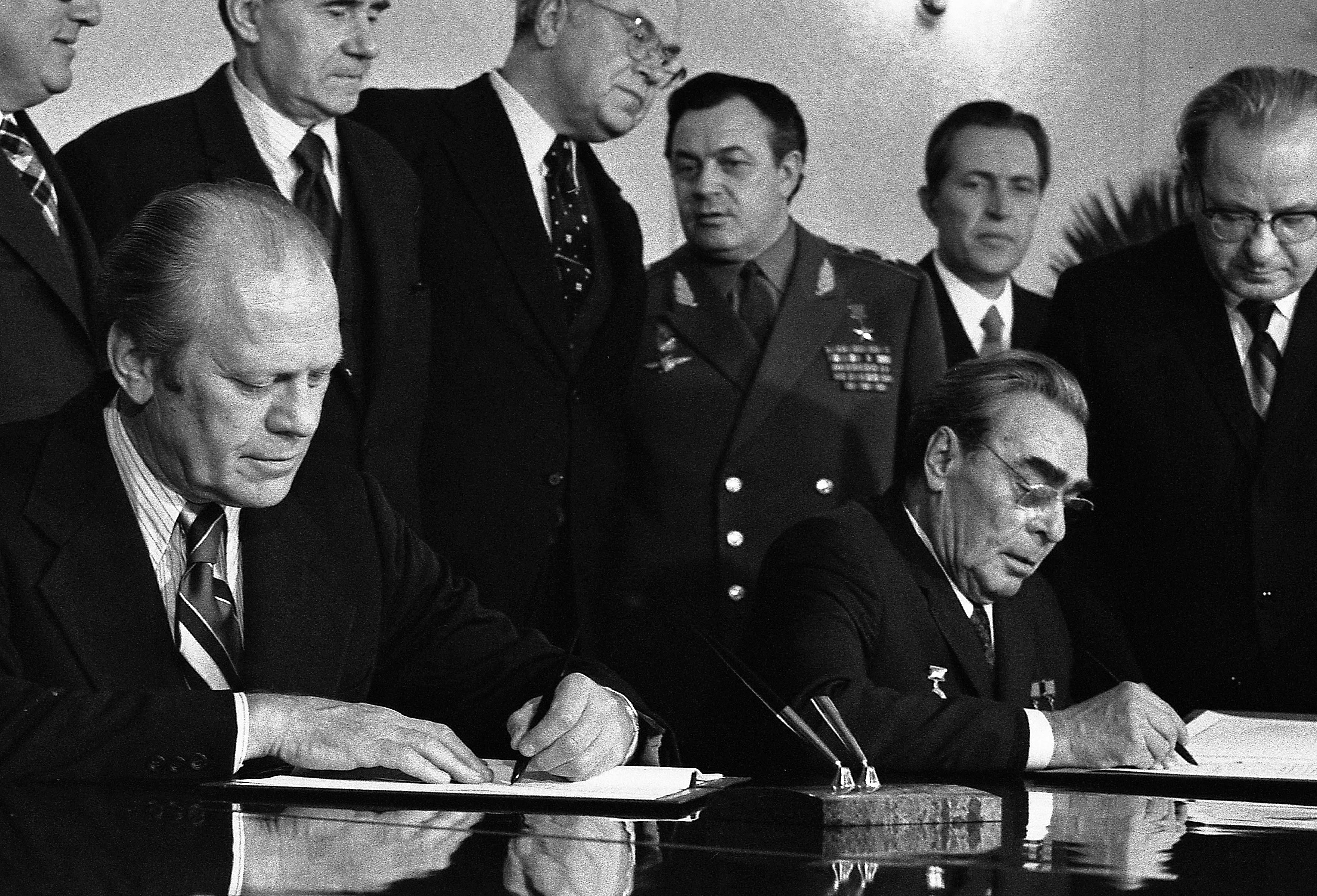
Leonid Brejnev assina o SALT I com Gerald Ford, 1974.